# ラスベガス・ストリップ・サーキット
ラスベガス・ストリップ・サーキット（Las Vegas Strip Circuit）は、ラスベガス郊外にあるラスベガス・ストリップとその周辺を舞台としたストリートサーキット。2023年からフォーミュラ1（F1）のラスベガスグランプリが開催されている。

## 特徴
全長は6.120km。現行のサーキットの中ではスパ・フランコルシャン、ジッダ市街地コースに続く3番目の長さになっている。コースは反時計回りになっており、17のコーナーと最長1.9kmに及ぶ3本のストレート、1つのヘアピンセクションで構成されたサーキットになっている。最高速度は2023年に350.5km/hを記録した。DRSゾーンは2箇所に設置される。決勝レースは土曜日22時より50周のナイトレースで行われた。
最初はヘアピンで始まり、その後はコースが僅かに左や右に曲がり、常設サーキットから街のストリートに移行する。ターン5から9にかけては、2023年9月に開業した球体型コンサート会場スフィアの周囲を走行する。ターン12から14にかけてのバックストレートはベネチアンやシーザース・パレス、ベラージオなどの高級カジノホテルが立ち並ぶ目抜き通り（ストリップ）を通過する約2kmの全開区間となる。
ピットガレージやパドック、ホスピタリティ施設などはストリップの東側に設けられる予定で、F1を主催するリバティメディアでは、2022年5月にピット用地として39エーカーの土地を2億4000万ドル（約310億円）で購入したことを明らかにしている。このこともあって、ラスベガスグランプリは他のグランプリと異なり、フォーミュラワン・グループとリバティメディアが自らプロモーターとなって開催された。

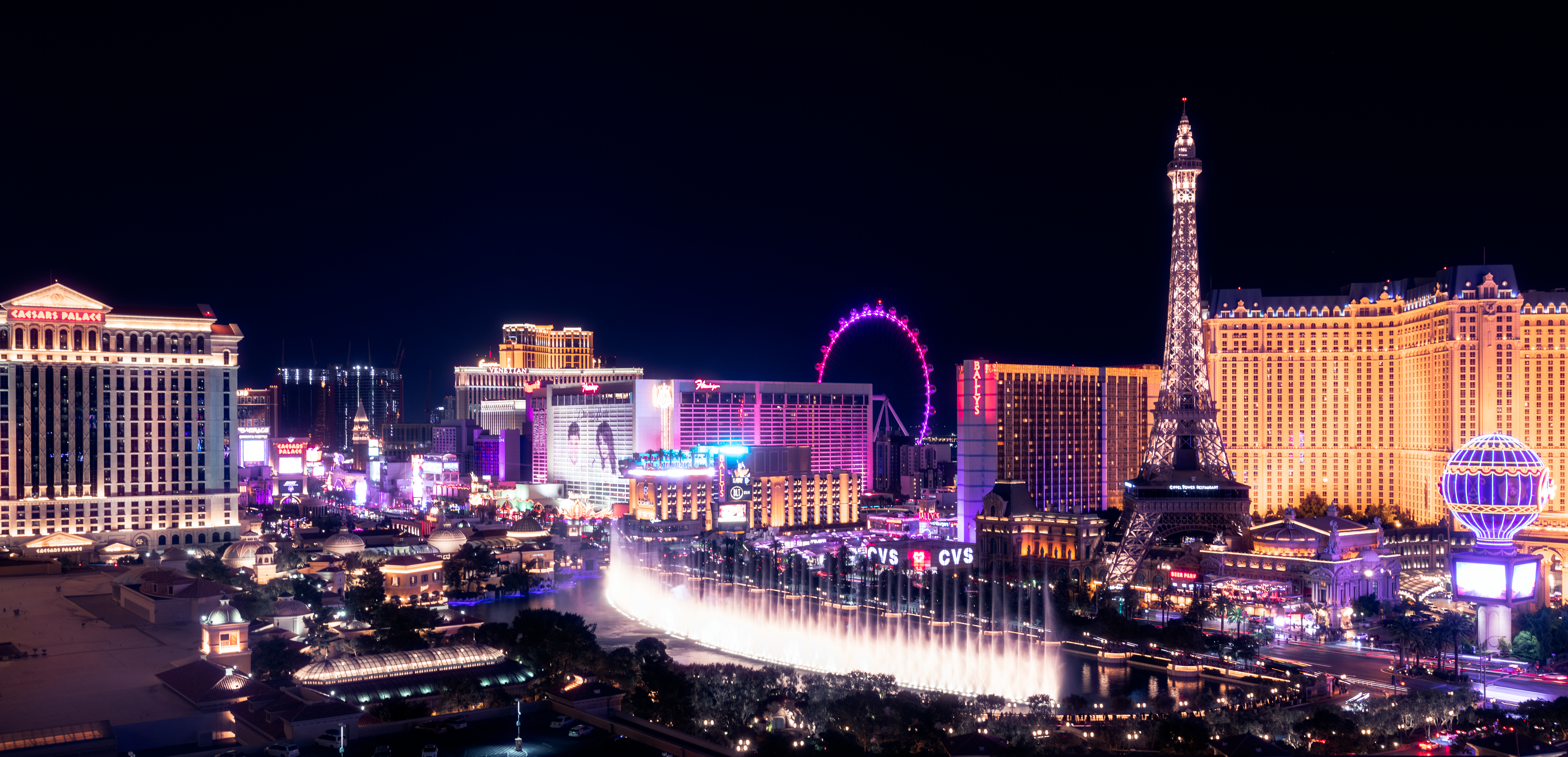
ラスベガス・ストリップ（2019年）。パリス・ラスベガスのエッフェル塔やベラージオの噴水の前を通過する。